# Худжандская агломерация
Худжандская агломерация (тадж. Агломератсия Хуҷанд) — вторая по численности населения после Душанбинской агломерации с населением 944 000 человек.
Площадь агломерации составляет 2700 км². Плотность населения в агломерации составляет 350 чел/км².
Агломерация расположена на территории Согдийской области.
Городское население - 297 600 человек.
Сельское население - 646 400 человек.
Состав:
- Город Худжанд — 198,7 тыс. жителей;
- администрация города Гулистан — 31,3 тыс. жителей, в том числе:
  - Город Гулистан — 16,7 тыс. жителей;
  - пос. Сырдарьинский — 3,8 тыс. жителей;
  - пос. Чорух-Дайрон — 4,0 тыс. жителей;
  - сельская местность  — 6,8 тыс. жителей;
- администрация города Бустон — 38,4 тыс. жителей, в том числе:
  - Город Бустон — 35,0 тыс. жителей;
  - пос. Палас — 3,4 тыс. жителей;
- Гафуровский район — 388,6 тыс. жителей, в том числе:
  - пос. Гафуров — 19,3 тыс. жителей;
  - сельская местность  — 369,3 тыс. жителей;
- Джаббар-Расуловский район — 144,1 тыс. жителей, в том числе:
  - пос. Мехрабад — 15,9 тыс. жителей;
  - сельская местность  — 128,2 тыс. жителей;
- Спитаменский район — 149,7 тыс. жителей, в том числе:
  - пос. Навкат — 20,1 тыс. жителей;
  - сельская местность  — 129,6 тыс. жителей.

## Перспективы
Ведётся строительство нового города Сайхун в 10 километрах от Худжанда. Предположительная численность населения — свыше 250 000 жителей; город планируется поделить на 19 микрорайонов.